# Pantopsalis albipalpis
Pantopsalis albipalpis is een hooiwagen uit de familie Monoscutidae.
Het kopborststuk met 1,4 tot 2,2 bij 2,2 tot 3,8 millimeter bij het mannetje en 1,4 tot 2,2 bij 2,2 tot 2,6 millimeter bij het vrouwtje.
De soort komt alleen voor in Nieuw-Zeeland.